# Labatut, Landes

Labatut este o comună în departamentul Landes din sud-vestul Franței. În 2009 avea o populație de 1.401 de locuitori.

## Evoluția populației
| An        | 1975 | 1982  | 1990 | 1999  | 2006  | 2009  |
| --------- | ---- | ----- | ---- | ----- | ----- | ----- |
| Populație | 992  | 1.034 | 952  | 1.102 | 1.205 | 1.401 |